# Osmond Peter Martin
Osmond Peter Martin (* 4. Dezember 1930 in Dangriga; † 16. Februar 2017 ebenda) war ein belizischer Geistlicher und römisch-katholischer Bischof von Belize City-Belmopan. 

## Leben
Osmond Peter Martin entstammte einer Garifuna-Familie. Er besuchte die Sacred Heart School seines Heimatortes, dann das von Jesuiten geleitete St. John’s College in Belize City. Von 1953 bis 1959 studierte er in Shrewsbury (Missouri) Philosophie und Theologie am Cardinal Glennon College und am Kenrick Seminary (Promotion zum Dr. theol.). Am 3. April 1959 empfing er die Priesterweihe für das damalige Bistum Belize. Er war Kaplan in Corozal, danach Pfarrer in San Ignacio und in Belize City.
Papst Johannes Paul II. ernannte ihn am 8. Juni 1982 zum Weihbischof in Belize und Titularbischof von Thucca in Mauretania. Der Bischof von Belize, Robert Louis Hodapp SJ, spendete ihm am 7. Oktober desselben Jahres die Bischofsweihe; Mitkonsekratoren waren Gordon Anthony Pantin CSSp, Erzbischof von Port of Spain, und Samuel Emmanuel Carter SJ, Erzbischof von Kingston in Jamaika. 
Am 11. November 1983 wurde er durch Papst Johannes Paul II. zum Bischof von Belize ernannt. Am 18. November 2006 nahm dessen Nachfolger im Amt, Papst Benedikt XVI., seinen altersbedingten Rücktritt an. Seinen Lebensabend verbrachte er in seiner Heimatstadt Dangriga. Dort starb er am 16. Februar 2017. Er wurde mit einem Staatsbegräbnis an der Seite der Konkathedrale Our Lady of Guadalupe in der Hauptstadt Belmopan beigesetzt.

## Auszeichnungen
2007 wurde Bischof Martin der nationale Verdienstorden The Order of Belize verliehen.